# Гомнатехебі
Гомнатехебі (груз. გომნატეხები) — село в Грузії.
За даними перепису населення 2014 року в селі проживає 326 осіб.